# Procédé d’isolation par soufflage d’isolant en vrac

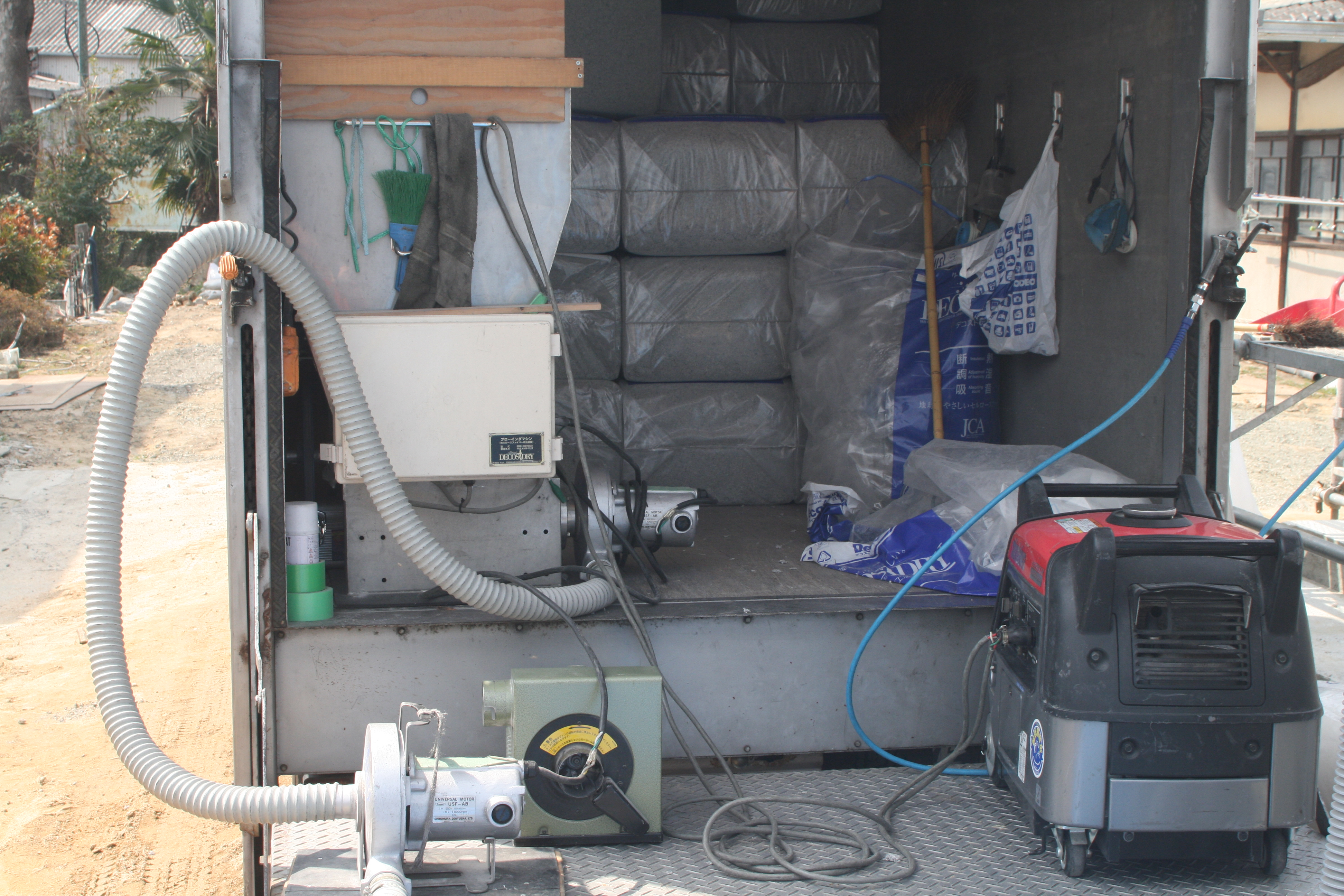
Véhicule équipé pour du soufflage d'isolant au Japon.

Le procédé d'isolation par soufflage d'isolant en vrac ou plus simplement isolation par soufflage est une technique d'isolation thermique et phonique du bâtiment. En France, cette technique est particulièrement utilisée pour l'isolation des combles perdus. Elle consiste à souffler un isolant en vrac sur la surface d'un plancher ou à l'intérieur d'un caisson. Plusieurs types de matériaux peuvent être soufflés comme la ouate de cellulose, la laine de verre, la laine de roche ou les fibres de bois ou de coton.

## Historique
Il existe des preuves documentaires que les premiers produits intermédiaires d'isolation par soufflage (papier déchiqueté) ont été utilisés aux États-Unis avant 1920. La première machine de soufflage a été construite sur un châssis Ford-T et correspondait essentiellement aux machines d'aujourd'hui. Depuis les années 1920, l'isolation par soufflage a été développé industriellement et fabriqué à plus grande échelle. Dans les années 1960 et 1970, l'isolement par le vent était dominant aux États-Unis. En raison de la crise pétrolière, le nombre de producteurs est passé à 350. La Scandinavie a longtemps été pionnière en Europe dans les années 1970. L'Allemagne et l'Autriche ont suivi. L'isolation soufflée est également devenue très populaire en France.

## Description
Dans le cas de l'isolation d'un bâtiment existant, l'entreprise doit réaliser une visite du bâtiment à isoler et établir un diagnostic afin d'adapter la méthode d'isolation au bâtiment. L'inspection permet de vérifier l'état de la charpente, de la couverture et du plancher, et également de choisir le choix technique en about de toiture,,, de détecter les cavités où l'isolant pourrait retomber, de vérifier la présence de système électrique ou de conduits de cheminée pouvant dégager de la chaleur (risque d'incendie),.
Avant toute opération de soufflage, l'opérateur prépare sa zone d'intervention : mise en place éventuelle d'un pare-vapeur, d'une trappe d'accès, d'une protection contre l'incendie autour des conduits de cheminée, etc. L'isolant est conditionné en sacs. L'isolant est introduit dans une machine de soufflage, qui brasse les flocons puis les souffle dans un tuyau. Dans le cas de l'isolation de combles perdus, le souffleur cherche à obtenir une répartition homogène du produit, avec l'épaisseur nécessaire pour atteindre la performance thermique voulue. Dans le cas d'un soufflage dans des parois verticales, le souffleur réalise préalablement des trous réguliers dans la paroi.

Étape d'une isolation des combles perdus
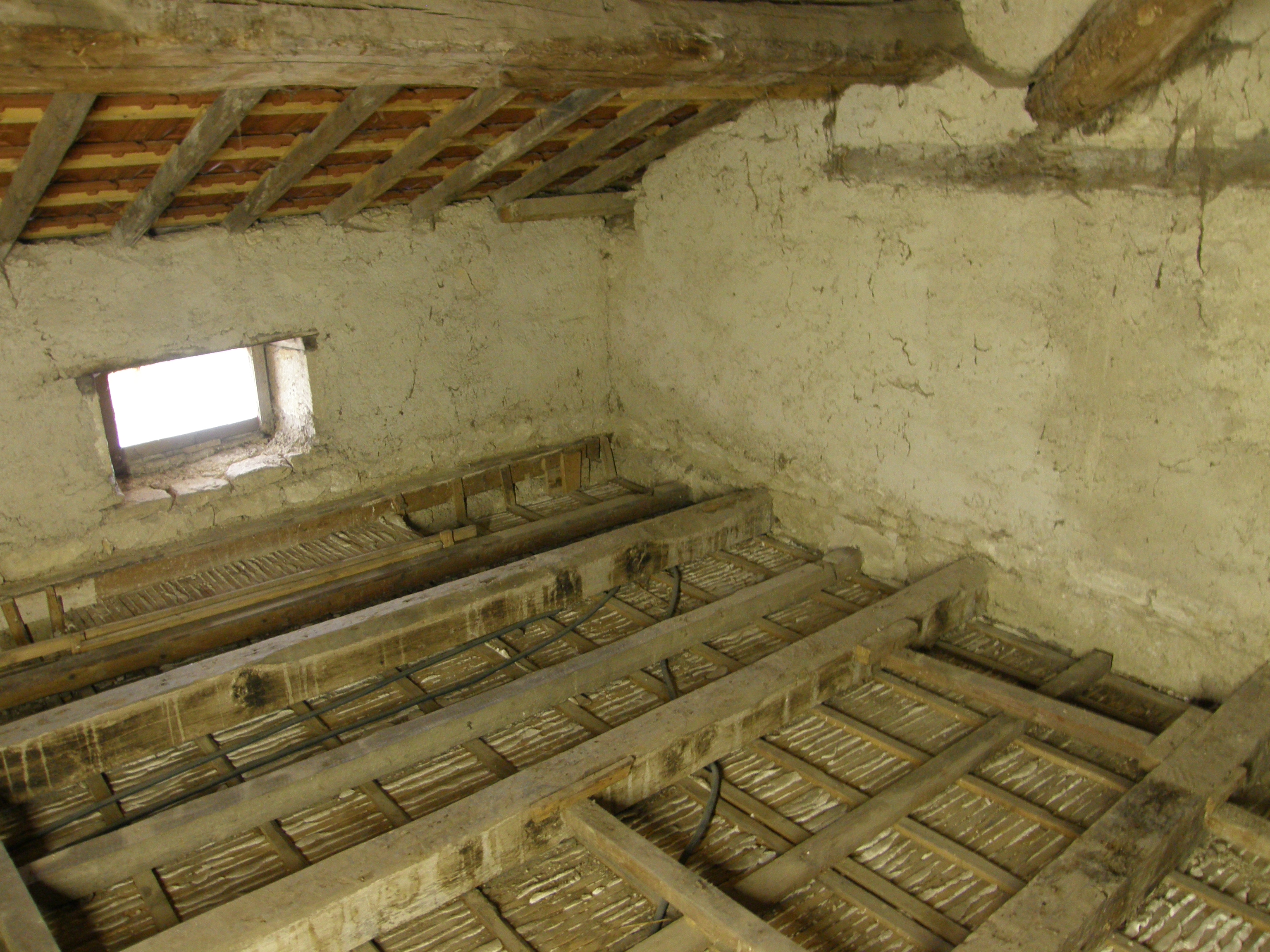
Grenier d'une maison traditionnelle de la Meuse avant rénovation.
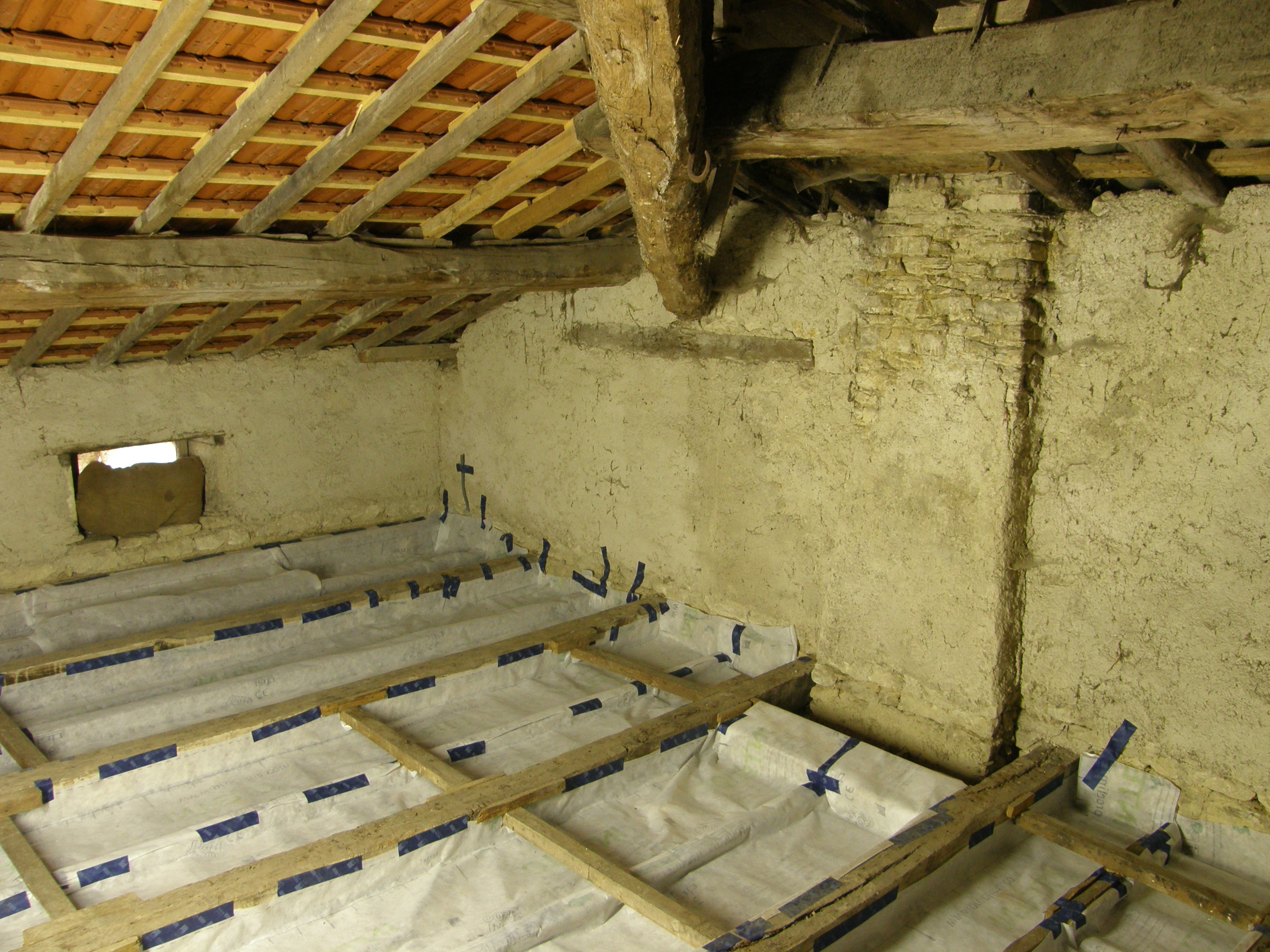
Mise en place d'un pare-vapeur.
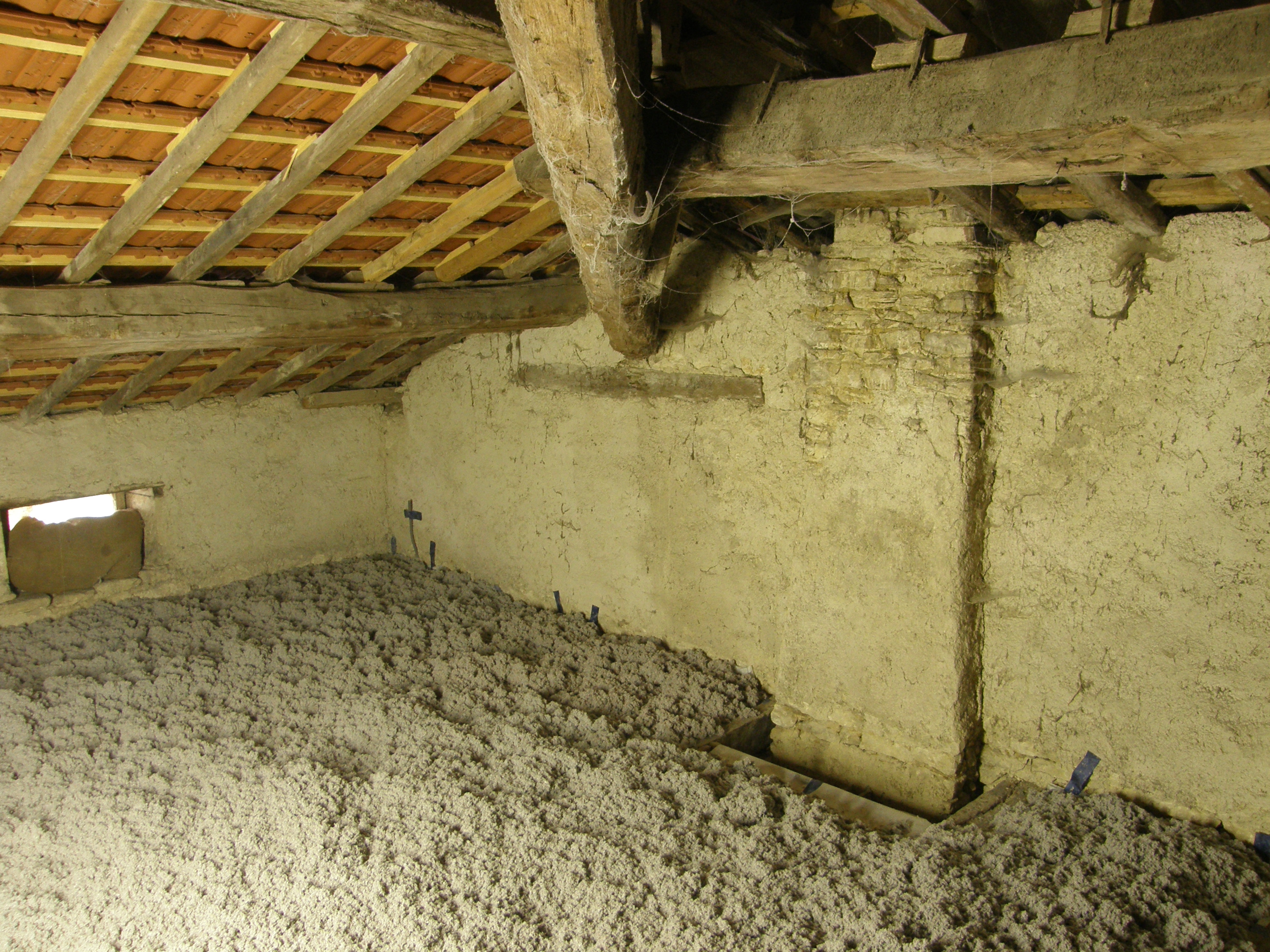
Mise en place de ouate de cellulose.

## Matériel et matériaux

### Isolant en vrac

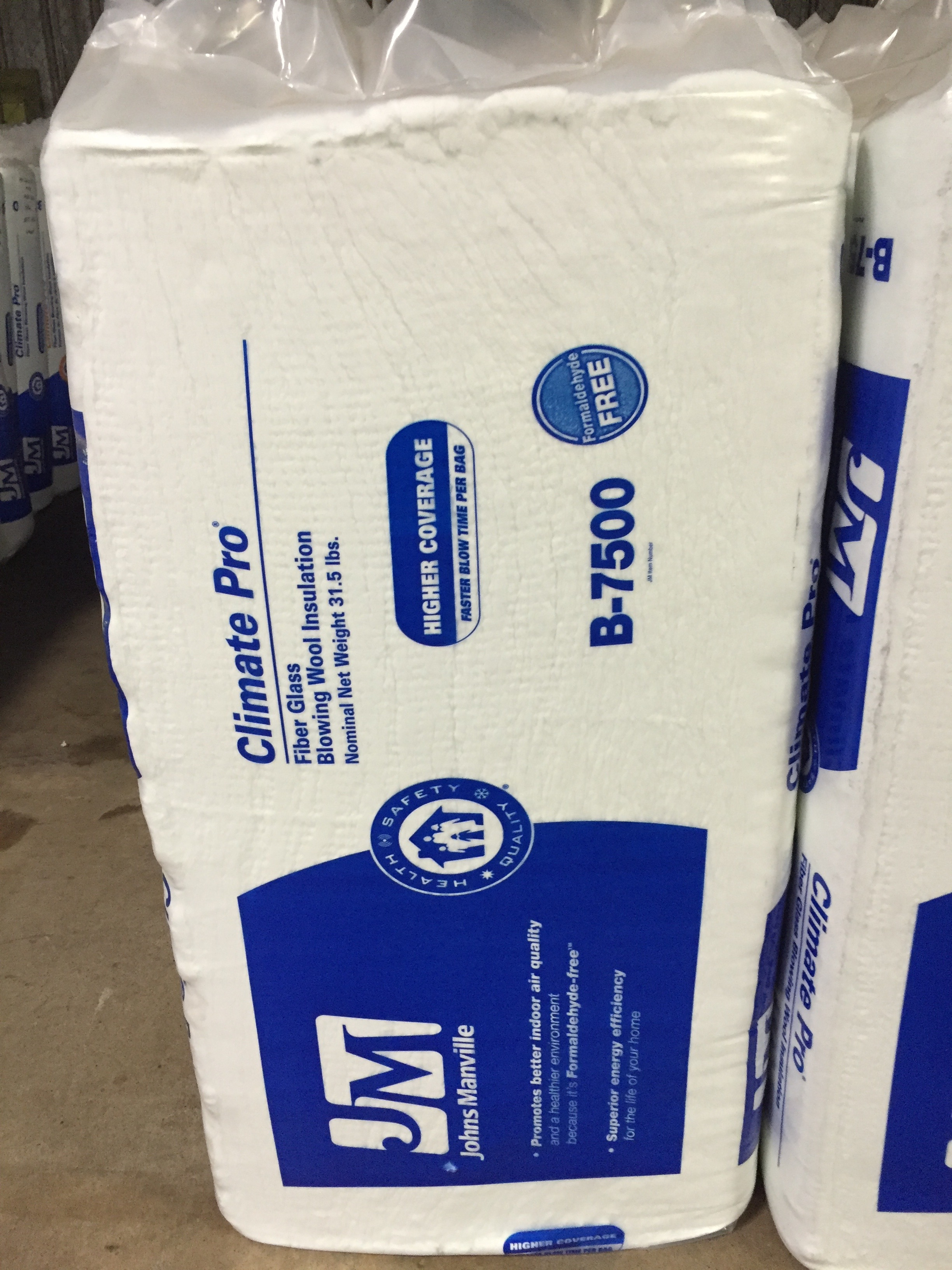
Isolant en vrac (laine de verre).

Les isolants utilisés peuvent être de la laine minérale de roche, de la laine minérale de verre, de la ouate de cellulose, des fibres de coton ou des fibres de bois. En France, les produits utilisés doivent être sous avis technique ou document technique d'application (DTA) en cours de validité et placés dans la liste verte de la C2P. L'isolant est fabriqué en usine et conditionné en sac compact. L'étiquette du produit comprend sa dénomination, le nom du fabricant, la référence de l'usine, un code de fabrication, la masse du sac, et le numéro du l'avis technique ou du DTA en France et le marquage CE en Union européenne.